# Ōe no Yoshitoki
Ōe no Yoshitoki est un nom japonais traditionnel ; le nom de famille (ou le nom d'école) précède donc le prénom (ou le nom d'artiste).
Ōe no Yoshitoki (大江嘉言) (? - 1009) est un poète japonais du milieu de l'époque de Heian. Son arrière-grand-père est Ōe no Safuru et son père Ōe no Nakanobu. Il fait un temps partie du clan Yuge puis se joint au clan Ōe. Il compte parmi les trente-six poètes immortels du Moyen Âge (Chūko Sanjūrokkasen).
Il commence à étudier la composition poétique en 992. En 1009, il est nommé gouverneur de la province de Tsushima où il semble qu'il meurt peu après.
Il participe à plusieurs utaawase (concours de waka) en 993 et 1003. Il est en relation artistique avec le moine Nōin, Fujiwara no Nagatō et Minamoto no Michinari. Sa collection personnelle de poèmes s'appelle Ōe no Yoshitoki-shū (大江嘉言集). Trente-et-un de ses poèmes sont inclus dans diverses anthologies impériales dont la Shūi Wakashū.